# Jaime Caruana
Jaime Caruana (Valencia, 14 marzo 1952) è un economista spagnolo.

## Biografia
Si è laureato in Ingegneria delle telecomunicazioni nel 1974 presso l'Università politecnica di Madrid. Dal maggio 2003 è presidente del Comitato di Basilea. In tale veste ha dato un fondamentale contributo all'elaborazione dell'accordo Basilea II in un periodo difficile in cui pareva impossibile giungere alla sua conclusione. 
Ha ricoperto l'incarico di Governatore della Banca centrale di Spagna nel sessennio 2000-2006. Nell'agosto 2006 è stato nominato consulente e presidente del Dipartimento affari monetari e mercato dei capitali del Fondo monetario internazionale da Rodrigo de Rato.
Attualmente è anche General Manager della Banca dei regolamenti internazionali. È inoltre un membro influente del Gruppo dei Trenta.